# Edion和平翼廣島球場
Edion和平翼廣島球場是位於日本廣島市的一個專用足球場，於2024年2月1日正式開放，能容納28,520名觀眾，現時為日本職業足球聯賽球隊廣島三箭及日本女子職業足球聯賽球隊廣島三箭女王主場，並擁有多種設施和便捷的交通連接。

## 歷史
廣島三箭自1992年起在广岛广域公园陆上竞技场（暱稱為Big Arch）舉行主場比賽，但自2000年代初球會便有興建一個新的專用足球場的想法。2003年2月，廣島市市長秋葉忠利承諾將會建造一個新體育場，但最初並未有任何實質進展。隨著2010年代初期足球隊的成功，在2012年、2013年和2015年贏得J1聯賽冠軍，建造新體育場的計劃再次浮出水面。2012年8月，廣島三箭及其支持者協會向廣島縣和廣島市提交興建新體育場的建議，此後約37萬人在2013年1月簽署支持這項目的請願書。
2016年3月，廣島三箭宣布在廣島市民體育場興建一座體育場的計劃，但廣島市和球會後來同意在同年稍後重新考慮。2019年2月決定在中央公園興建體育場，可步行至原爆圆顶馆旁的廣島城。在2021年3月，由大成建設等8家公司組成的聯合企業被選為承包商，工程於2022年2月展開。體育場最終於2024年2月1日落成，並在體育場舉行開幕儀式，體育場預估工程費用為27.1億日元。首場比賽是廣島三箭對陣大阪飛腳的友誼賽，于2024年2月10日進行，可是主隊以1-2負於對手。第一場正式比賽於2024年2月23日對陣浦和紅鑽進行，主隊以2-0獲勝，大桥祐纪為新主場攻入第一個進球。廣島三箭女王於2024年3月3日在新體育場對陣愛媛FC女足進行首場比賽，以2-1敗給對方，這場比賽的觀眾人數超過4600人，创下女王隊历史上主场比赛的最高观众人数。

## 交通
火車
- 距離JR西日本山陽本線新白島站約15分鐘步行，距離橫川站約20分鐘步行，距離廣島站約30分鐘步行（廣島站也是山陽新幹線的一個站）。
- 距離廣島高速交通广岛新交通1号线的縣廳前站約10分鐘步行，距離新白島站約15分鐘步行。
- 步行10分鐘即可到達廣島電鐵原子彈爆炸遺址前停留場，步行10分鐘可至神谷町西站。

巴士
- 距離廣島巴士中心約10分鐘步行

汽車
- 距離山陽自動車道廣島交流道約20分鐘車程